# دراژواتس (آلکسیناتس)
دراژواتس (به صربی: Draževac) یک منطقهٔ مسکونی در صربستان است که در الکسیناتس واقع شده‌است. دراژواتس ۱٬۱۸۸ نفر جمعیت دارد.